# 克雷特城堡
克雷特城堡（Château des Crêtes）是瑞士沃州的一个城堡，位于蒙特勒的克拉伦斯村，莱芒湖湖畔。
该村因让-雅克·卢梭的小说《新爱洛漪丝》而著名，是女主人公的冒险之地。他描述了“朱莉的小树林”，展现自然园林的魅力。埃马纽埃尔·文森特Dubochet在此建造豪宅，被称为克莱特城堡。1864年开业，设计者是巴黎建筑师欧仁·拉瓦尔。该建筑为纯粹的拿破仑三世古典主义风格，砖砌建筑，部分使用砂岩，并设计了八角形观景楼。其花园当时被评价为“最浪漫的公园之一”。城堡包括36间客房和一个塔楼，在莱芒湖上就可看见。周围环绕着葡萄园。
该建筑已列入瑞士国家和区域重要文化财产名录。